# Франкфурт на Одер
 Тази статия е за града в Източна Германия.  За града в Югозападна Германия вижте Франкфурт на Майн.  
Франкфурт на Одер (на немски: Frankfurt an der Oder, Frankfurt (Oder), Франкфурт ан дер Одер; на долнолужишки: Frankobrod nad Odra; на полски: Frankfurt nad Odrą, Słubice) е третият по големина град в провинция Бранденбург, Германия. Разположен е източно от Берлин на западния бряг на река Одер, която отбелязва границата с Полша. Към 31 декември 2011 година населението на града е 60 002 души.

## История
Франкфурт е официално признат за град през 1253, като първите поселения са били разположени само на западния бряг на реката. Впоследствие градът се разраства и преминава и на другия бряг (полския град Слубице). Благодарение на благоприятното си разположение на речния път, градът бързо се развива на основата на търговията.
През 1506 в града бива основан един от първите университети в Бранденбург – Алма Матер Виадрина, който просъществува до 1811 г., когато бива преместен във Вроцлав, поради откриването на Хумболтовия университет в Берлин. Сред възпитаниците на университета са Хайнрих фон Клайст, Александър фон Хумболт и др.
През 19 и началото на 20 век търговското значение на Франкфурт отново се засилва. По това време градът е домакин на един от най-големите търговски панаири в Германия. Превръща се и във важен железопътен възел.
В края на Втората световна война градът понася големи щети, като историческият център е до 90% разрушен. След края на войната новата демаркационна линия Одер-Ниса разделя града на две. Кварталът на източния бряг се превръща в полския град Слубице.
След падането на Берлинската стена в града бива преоткрит старият университет Алма Матер Виадрина под името Европейски университет Виадрина, който има засилена източноевропейска насоченост.

## Известни личности
Родени във Франкфурт на Одер
- Йоханан Ахарони (1919 – 1976), израелски археолог
- Рудолф Бранд (1909 – 1948), офицер
- Херман фон Висман (1853 – 1905), изследовател
- Фриц-Хуберт Гресер (1888 – 1960), генерал
- Хайнрих фон Клайст (1777 – 1811), писател
- Ерих Хьопнер (1886 – 1944), генерал

Починали във Франкфурт на Одер
- Александер Баумгартен (1714 – 1762), философ
- Елизабет София фон Бранденбург (1589 – 1629), принцеса
- Леополд фон Брауншвайг-Волфенбютел (1752 – 1785), принц
- Хермина Ройс (1887 – 1947), принцеса